# Dům U Ferusů (České Budějovice)
Dům U Ferusů je příkladem příměstského hospodářského dvora, upraveného v 19. století pro rozsáhlou povoznickou živnost. V současnosti je sídlem českobudějovického územního odborného pracoviště Národního památkového ústavu. Je chráněn jako kulturní památka České republiky.

## Historie
Původně se zde předpokládá existence dvou menších hospodářství, patřících českobudějovickým měšťanům, která byla sloučena pod společným vlastníkem v 60. letech 18. století. Na počátku 19. století došlo ke stavebnímu sloučení a průčelní objekt sloužící převážně k bydlení získal klasicistní podobu, převážně zachovanou dodnes. Dvorní křídla plnila hospodářské funkce. Od roku 1874 zde sídlila zasilatelská firma Ferus. V letech 1890-1891 Antonín Ferus rozšířil budovy o druhé zadní nádvoří se skladovými objekty, konírnami a kolnami, ale byly doplněny i byty. Roku 1929 byla do náměstí přistavěna obchodní místnost. Po roce 1951 zde sídlilo podnikové ředitelství ČSAD a následně po roce 1980 Výzkumný ústav pro zúrodňování zemědělských půd. Od roku 1995 objekt užívá Národní památkový ústav, který sem v roce 2013 umístil sídlo územního odborného pracoviště v Českých Budějovicích.
NPÚ objekt využívá pro administrativu a služby veřejnosti (knihovna, archiv), ale pořádá zde též příležitostné akce pro veřejnost (koncerty, přednášky, dílny, výstavy).

## Popis
Patrové i přízemní budovy obklopují dva uzavřené dvory.